# Aureole (häst)
Aureole, född 1950, död 1974, var ett engelskt fullblod, mest känd för att ha blivit ledande avelshingst i Storbritannien och Irland två år i rad (1960, 1961).

## Bakgrund
Aureole var en fuxhingst efter Hyperion och under Angelola (efter Donatello). Han föddes upp och ägdes inledningsvis av Georg VI av Storbritannien. Då kung Georg VI dog 1952 övergick ägandet av Aureole till hans dotter, drottning Elizabeth II. Han tränades under sin tävlingskarriär av Cecil Boyd-Rochfort.

## Karriär
Aureole tävlade mellan 1952 och 1954, och sprang in 36 224 pund på 14 starter, varav 7 segrar, 3 andraplatser och 2 tredjeplatser. Han tog karriärens största segrar i Lingfield Derby Trial (1953), Cumberland Lodge Stakes (1953), Victor Wild Stakes (1954), Coronation Cup (1954), Hardwicke Stakes (1954) och King George VI and Queen Elizabeth Stakes (1954).

### Som avelshingst
Efter segern i King George VI and Queen Elizabeth Stakes pensionerades Aureole från tävlande, för att istället vara verksam som avelshingst. Hans vinstsumma under året på 30 092 pund, var en stor bidragande faktor till att drottning Elizabeth II blev ledande ägaren i Storbritannien 1954.
Aureole blev far till bland annat St. Paddy (Epsom Derby), Saint Crespin III (Prix de l'Arc de Triomphe), Aurelius (St Leger), Provoke (St Leger) och Vienna, far till Vaguely Noble.

## Utmärkelser
Aureole tilldelades en Timeform rating på 132 efter säsongen 1954, vilket gjorde honom till den högst rankade äldre hästen i Europa.

## Stamtavla
| Efter Hyperion chestnut 1930 | Gainsborough bay 1915   | Bayardo      | Bay Ronald             |
| Efter Hyperion chestnut 1930 | Gainsborough bay 1915   | Bayardo      | Galicia                |
| Efter Hyperion chestnut 1930 | Gainsborough bay 1915   | Rosedrop     | St. Frusquin           |
| Efter Hyperion chestnut 1930 | Gainsborough bay 1915   | Rosedrop     | Rosaline               |
| Efter Hyperion chestnut 1930 | Selene bay 1919         | Chaucer      | St. Simon              |
| Efter Hyperion chestnut 1930 | Selene bay 1919         | Chaucer      | Canterbury Pilgrim     |
| Efter Hyperion chestnut 1930 | Selene bay 1919         | Serenissima  | Minoru                 |
| Efter Hyperion chestnut 1930 | Selene bay 1919         | Serenissima  | Gondolette             |
| Undan Angelola bay 1945      | Donatello chestnut 1934 | Blenheim     | Blandford              |
| Undan Angelola bay 1945      | Donatello chestnut 1934 | Blenheim     | Malva                  |
| Undan Angelola bay 1945      | Donatello chestnut 1934 | Delleana     | Clarissimus            |
| Undan Angelola bay 1945      | Donatello chestnut 1934 | Delleana     | Duccia di Buoninsegna  |
| Undan Angelola bay 1945      | Feola brown 1933        | Friar Marcus | Cicero                 |
| Undan Angelola bay 1945      | Feola brown 1933        | Friar Marcus | Prim Nun               |
| Undan Angelola bay 1945      | Feola brown 1933        | Aloe         | Son-in-Law             |
| Undan Angelola bay 1945      | Feola brown 1933        | Aloe         | Alope (Family No. 2-f) |